# Нагорный (Елизовский район)
Наго́рный — посёлок в Елизовском районе Камчатского края России. Входит в состав Новоавачинского сельского поселения.

## География
Ближайшие населённые пункты и расстояния до них:
- Красный — 1,43 км,
- Двуречье — 2,27 км,
- Новый — 3,17 км,
- Пионерский — 4,54 км,
- Светлый — 5,48 км.

Расстояния до районного и краевого центров
- до районного (Елизово) — 8 км,
- до краевого (Петропавловск-Камчатский) — 16 км.

## История
Посёлок основан в 1941 году и получил наименование 20-й км — по своему расположению на 20-м км шоссе Петропавловск-Камчатский — Елизово. Переименован в Нагорный до 1960 года. Является связующим звеном между городами Петропавловск-Камчатский и Елизово.

## Население
| 2002  | 2010  | 2012  | 2013  | 2015  | 2016  | 2018  |
| ----- | ----- | ----- | ----- | ----- | ----- | ----- |
| 1514  | ↘1469 | ↗1476 | ↘1475 | ↘1436 | ↗1441 | ↗1450 |
| 2020  |       |       |       |       |       |       |
| ↘1381 |       |       |       |       |       |       |

### Половой состав
Согласно результатам переписи 2010 года, в селе проживало 1469 человек: 705 мужчин (48 %) и, соответственно, 764 женщины (52 %).

## Улицы
| - ул. Весенняя, - ул. Гагарина, - ул. Горная, - ул. Зелёная, | - ул. Мирная, - ул. Моховская, - ул. Новая, - ул. Первомайская, | - ул. Промышленная, - ул. Радужная, - ул. Снежная, - ул. Совхозная, | - ул. Тундровая, - ул. Школьная, - ул. Шоссейная, - ул. Юбилейная. |